# Kirlian Camera
Kirlian Camera è un gruppo musicale italiano di musica elettronica coldwave/darkwave fondato nel 1980 da Angelo Bergamini, sperimentatore e pioniere della scena synthpop italiana. I Kirlian Camera nella loro lunga carriera hanno attraversato diversi stili musicali, dal synthpop, alla italodisco, all'EBM, alla dark ambient, spingendosi saltuariamente fino al neofolk. Se inizialmente il loro approccio pop li portò ad essere il primo gruppo italiano ad ottenere un contratto con la Virgin Dischi, in seguito la loro musica divenne sempre più oscura e sperimentale, tra approccio meditativo / isolazionista e pulsioni erotizzanti.
Angelo Bergamini è ad oggi l'unico membro originario della band, ma molte sono le figure che hanno gravitato attorno al progetto e tra queste Gianluca Becuzzi, Simon Balestrazzi, Fabrizio Chiari e Simona Buja dell'East Wall e il produttore eurodance Paul Sears.

## Storia

### 1979-1986: Simona Buja e la nascita dei Kirlian Camera
I Kirlian Camera vennero fondati a Parma da Angelo Bergamini nel 1979 con il nome di Suicide Commando, con una formazione originaria che comprendeva Mauro Montacchini al basso, Fabrizio Chiari alle tastiere e Simona Buja alla voce. Il nome venne poi cambiato nell'attuale celebrando così l'invenzione dell'ingegnere elettronico russo Semyon Kirlian e di sua moglie, ideatori nel 1939 di una presunta "macchina in grado di fotografare l'aura emessa dal corpo umano".
Dopo la realizzazione di un primo demo-tape autoprodotte con il titolo Dawn... (1980) e i primi concerti, i Kirlian Camera approdarono alla Italian Records di Oderso Rubini con cui pubblicarono il primo EP omonimo nel 1981, miscelando sonorità dell'avanguardia elettronica al sentimento neo-romantico della new wave del periodo. Gia in questa prima pubblicazione la band aveva subito cambi di formazione, con il bassista Giorgio Vecchi che aveva sostituito Montacchini. Ma in questo periodo si alternarono anche altre figure come Bruno Bizzarri e Paul Sears.
Nel 1983 I Kirlian Camera autoproducono e pubblicano l'LP  It Doesn't Matter, Now su marchio A.T.G. e partecipano a compilazioni seminali come Body Section (Electric Eye, 1983) e Punto zero 4 (Toast Records, 1983). Il singolo Communicate (1983) uscì su Memory Records, mentre Edges (1984) e Blue Room (1985) dal sapore più decisamente italodisco ma con toni cupi e marziali, escono ancora su Italian Records ottenendo un notevole successo in Europa e soprattutto in Germania. Complice di questo successo fu il progetto parallelo in stile synthpop/italodisco di Bergamini con Mirko Dalporto e Gianfranco Fornaciari chiamato Hipnosis, che con un album e 3 singoli ha ricevuto un disco di platino per le vendite in Germania, ed ha scalato le classifiche europee con il singolo Pulstar (Memory Records, 1983), scritto dal compositore greco Vangelis.
Questo percorso trovò il suo culmine nel 1986 con il contratto con la Virgin Dischi con cui i Kirlian Camera pubblicheranno i singoli Ocean ed Helden Platz, partecipando anche a Festivalbar ed a numerose trasmissioni televisive. I due brani furono i più radiofonici tra le produzioni dei Kirlian Camera, tanto che Ocean finì anche in un 7" da Jukebox come lato B di "Human" degli Human League. Il connubio con la Virgin Dischi durò però poco, soprattutto a causa della volontà dell'etichetta di non promuovere il materiale meno commerciale del gruppo. Fu in questo periodo che Simona Buja decise di lasciare la band in una situazione particolarmente difficile e problematica.

### 1987-1992: Bianca Hoffmann-Santos
Lasciata la Virgin Dischi e dopo il distacco di Simona Buja, il suono dei Kirlian Camera diventa sempre più oscuro, allontanandosi dal suono synth pop che aveva caratterizzato le loro prime produzioni. Fu in questo periodo che entrò Bianca Hoffmann-Santos alla voce, segnando così l'inizio della produzione dei nuovi brani, registrati tra Brescia, Carimate e Londra con la produzione artistica di John Fryer dei This Mortal Coil. L'album che ne uscirà sarà Eclipse (Das Schwarze Denkmal) (Rose Rosse Records, 1988), da cui fu estratto il singolo Austria / Tor Zwei (Rose Mix, 1988). L'album, che rappresenta un punto di passaggio verso sonorità più tipicamente darkwave e coldwave, racchiudeva due brani che diverranno dei classici da dancefloor come Eclipse ed Aura, oltreché una cover dei King Crimson intitolata Epitaph. L'album non ottenne subito il successo sperato, anche a causa del cambio generale di gusto musicale che aveva fatto scemare l'interesse generale per i Kirlian Camera.Il periodo che seguì l'album fu quindi piuttosto travagliato per la band ed ancor più si aggravò a causa di una malattia che aveva colpito Bianca Hoffmann-Santos. Fu in questi anni che entrò nella band Emilia Lo Jacono alla chitarra e tastiere, una figura che rimase centrale e stabile negli anni successivi.
L'album successivo uscì nel 1991 come autoproduzione su marchio Blue Rain Records e si intitolava Todesengel. The Fall of Life. Il disco vedeva ancora la cantante Bianca Hoffmann affiancata spesso anche alla voce da Emilia Lo Jacono, ed i suoni erano stati curati da Simon Balestrazzi dei T.A.C., con il quale il gruppo collaborerà per molti anni a venire.. Fu proprio questo album, che introduceva influenze di musica post-industriale e vedeva anche le cover di brani come Vienna degli Ultravox e We Will Rock You dei Queen, a risvegliare l'interesse sul nuovo corso della band specie in Germania, dove l'album fu presto ristampato dalla Discordia di Düsseldorf.
Simon Balestrazzi si unirà definitivamente alla band con l'EP 7" Schmerz, inizialmente distribuito come allegato alla fanzine Urlo nel 1992 e poi ristampato nello stesso anno su marchio Blue Rain Records.

### 1993-1998: Emilia Lo Jacono
Nel 1993 i Kirlian Camera autoproducono su Blue Rain Records lo split con il side project di Angelo Bergamini e Celestino Pes chiamato Andromeda Complex. È da qui che Emilia Lo Jacono entrò definitivamente come voce principale dei Kirlian Camera, caratterizzando il suono della band con la sua voce sensuale e sognante. Inizia così un percorso che li porterà, negli anni successivi, ad esplorare "diverse prospettive della musica elettronica popolare". Nello stesso anno firmano un contratto con l'etichetta tedesca Discordia con cui pubblicheranno alcuni album: il primo del 1994 si intitolava Erinnerung, ed era un disco pervaso da sonorità electro e post-industriali di matrice dark ambient ed EBM, con incursioni percussive di Nancy Appiah che spesso rimandano a sonorità africaneggianti. Spiccano poi i tributi al poema Scheließe mir die augen beide di Theodor Storm ed al film Veronika Voss di Rainer Werner Fassbinder.
Il successivo Solaris the Last Corridor (Discordia, 1995) presenta sonorità sintetiche e fredde, dove spiccano ritmiche cibernetiche nei brani come "Zentropa 1966" o "The Theatre of Dreams" e nelle sperimentazioni di "Nocturnal afternoon", senza rinunciare alle contaminazioni africaneggiati in brani come "Mede Sankuo" o "Für Inner"
Pictures from Eternity - Bilder Aus Der Ewigkeit è spesso visto dalla critica come una summa di tutti i generi e periodi trascorsi dalla band, riproposti in chiave ambientale dalle sonorità prevalentemente sintetiche. È in questo periodo che Angelo Bergamini si trasferisce in Germania e la band incrementò fortemente l'attività concertistica, dividendo spesso il palco con gruppi della scena come Mephisto Walz e Die Form. Numerosi anche i singoli pubblicati su Discordia, tra cui spicca la collaborazione con Dive rilasciata nel 1996 con il titolo di Obsession.
Nel 1997 Simon Balestrazzi lasciò i Kirlian Camera ed entrarono il tastierista Ivano Bizzi ed la cantante Barbara Boffelli. Nel 1998 pubblicano la raccolta su doppio CD intitolata The Ice Curtain (Solar Plexus), segnando così l'allontanamento dalla Discordia.

### 1999-in poi: Elena Alice Fossi

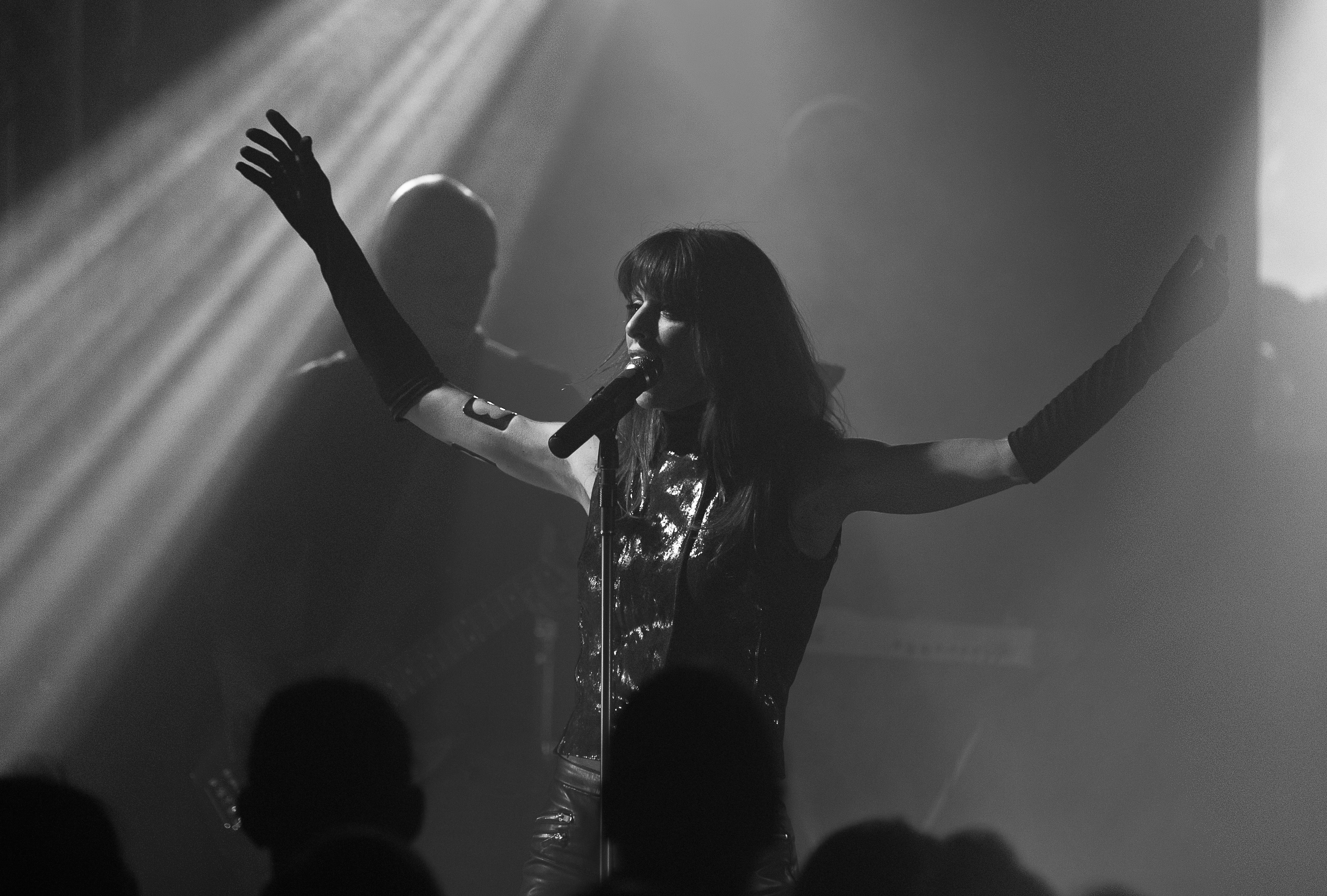
Elena Alice Fossi con i Kirlian Camera in un concerto al Kasematten-Festival di Langenstein nel 2016

Unidentified Light (Triton, 1999), che è un album dal vivo, è il primo disco dei Kirlian Camera in cui appare Elena Alice Fossi, una figura che amplierà il modo di lavorare della band, entrando in seguito anche nella scrittura dei brani al fianco di Angelo Bergamini.
In questo periodo, seppur con un repertorio che alternava brani da dancehall industrial a brani trip-hop e musica ambientale, i Kirlian Camera venivano spesso inseriti nella scena neofolk internazionale che li portò ad essere identificati con quella che veniva allora chiamata "Grey-Area". Ed è in questo contesto che vanno inserite le accuse mosse dal giornalista tedesco Alfred Shobert che, in un articolo su Der Spiegel dedicato alla massacro della Columbine High School, li accomunerà a Death in June e Boyd Rice, accusandoli di essere portatori di messaggi neonazisti ed invitando al boicottaggio dei loro dischi e concerti.. Bergamini risponderà alle accuse con un video inserito nel CD-ROM del singolo The Burning Sea (Triton, 1999), peraltro sempre rifiutandosi di scusarsi ufficialmente nonostante i numerosi inviti a farlo, in quanto motivato assertore delle libertà espressive ed artistiche.
Con l'album Still Air (Aria Immobile) (Radio Luxor, 2000), Elena Alice Fossi entra definitivamente come cantante e co-autrice nei Kirlian Camera. L'album si regge sostanzialmente tra strutture sintetiche e glaciali, batterie elettroniche e la lirica voce della Fossi che riporta le melodie alla forma canzone. Nel 2001 esce la raccolta di cover e remix intitolata Kälte Container (Radio Luxor), mentre nel 2002 Uno (Radio Luxor) raccoglieva demo ed EP precedenti.
Nel 2003 i Kirlian Camera firmano con la Trisol e nel 2004 pubblicano il loro Invisible Front. 2005, che vantava la collaborazione di Jarboe degli Swans su tre brani dell'album. Seguì Coroner's Sun (Trisol, 2006), un album forse di più facile ascolto ma che manteneva la ricerca su un sound coldwave sempre molto personale e definito. L'album comprendeva poi un bonus CD con remix realizzati da artisti come Vincenzo Pastorino, wumpscut:, Sensory Gate e Punto Omega. Subito dopo l'uscita del disco si unirono ai Kirlian Camera i musicisti Falk Pitschk e Sarah Crespi.
Nel 2007 i Kirlian Camera passano alla Out of Line e realizzarono Odyssey Europa (2009) e poi Shadow Mission HELD V che del primo ne vedeva versioni remix.
Nel 2011 uscì Nightglory (Out Of Line), che proseguiva la strada di semplificazione del precedente Coroner's Sun, riducendo i passaggi più sperimentali e rumoristici verso un suono synth pop raffinato ma molto più orecchiabile. Un album che guarda spesso al passato, come nella cover di "Hymn" degli Ultravox.

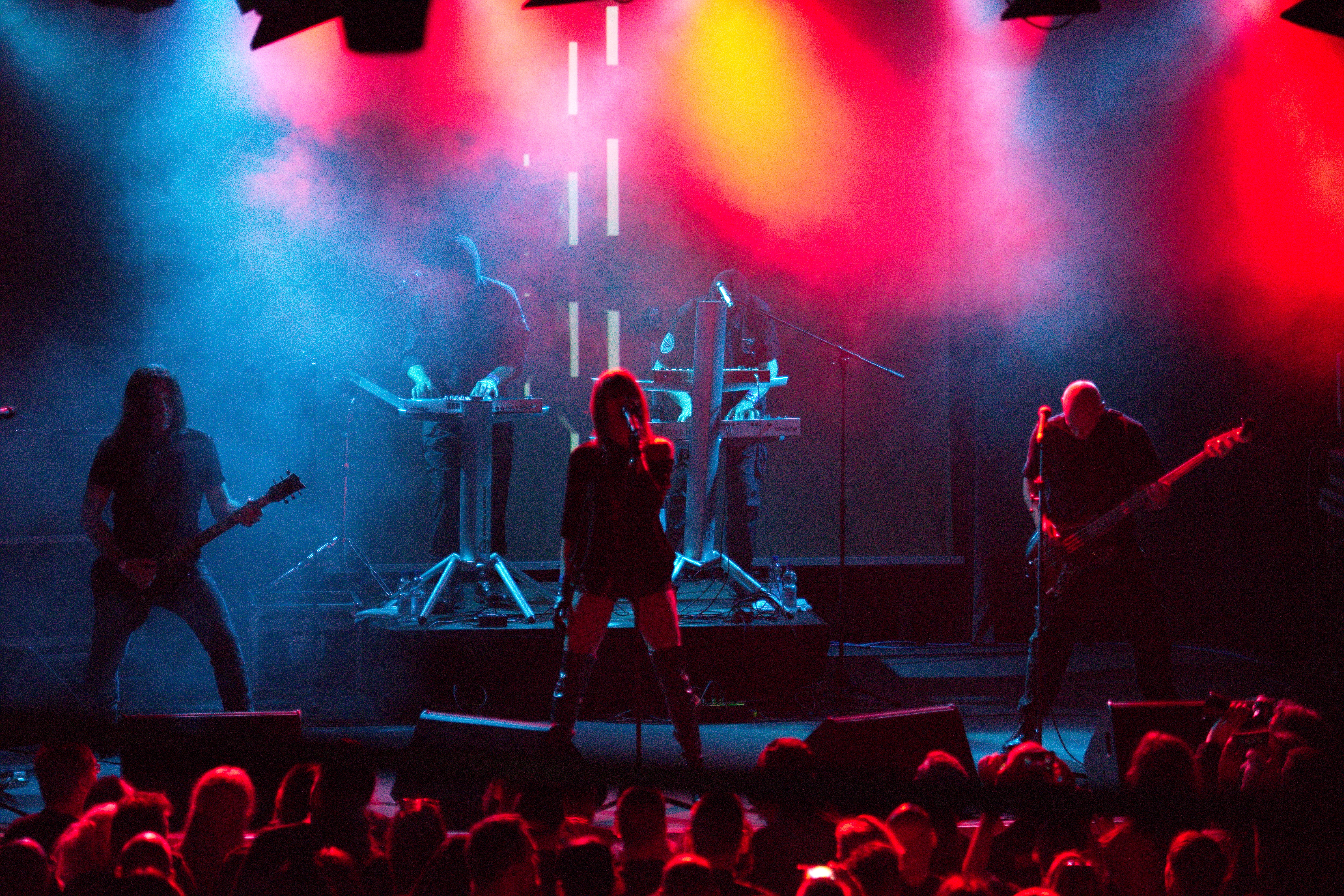
I Kirlian Camera in un concerto all'Amphi festival 2017

Con Black Summer Choirs (Out Of Line, 2014) i Kirlian Camera tornano a collaborare con John Fryer dei This Mortal Coil, producendo un album oscuro di più elettronico che comprende anche 4 brani di spoken word. Nel 2014 vengono coinvolti da Alessandro Papa della End of Kali Yuga Editions nel progetto New Processean Order, che coinvolge anche altri artisti di area industrial, quali Der Bekannte Post Industrielle Trompeter, Teatro Satanico e Davide Tozzoli in arte N. nella registrazione dell'LP Hymns to the Great Gods of the Universe.
nel 2016 i KC suonano dal vivo in Africa Occidentale, primo gruppo elettronico/rock/industrial ad essere invitato a un evento musicale dedicato a musica elettronica, rap, hiphop. L'anno dopo, ancora Elena Alice Fossi porta in Senegal il suo progetto collaterale SPECTRA*paris e bissa l'evento. I concerti sono ripresi in audio e video dalla TV Nazionale Senegalese e nella prima occasione Elena e la band incontrano l'ambasciatore italiano a Dakar.
Sempre in quell'arco di tempo, Kirlian Camera e SPECTRA*paris si esibiscono in supporto del CSD Pride, manifestazione dedicata ai diritti LGBT+, facendo da headliner in entrambe le manifestazioni, mantenendo però una propria posizione autonoma rispetto al movimento stesso.
Nel 2017, esce l'EP Sky Collapse (Dependent Records) che include una collaborazione con l'iconico gruppo EBM svedese Covenant.
2021, esce l'album tributo ufficiale "Pink Floyd in Jazz", in cui Elena Alice Fossi canta una versione di "Julia Dream". L'album viene riconosciuto dai Pink Floyd stessi.
Nel 2021 e nel 2024 la band entra nella classifica ufficiale tedesca (Offizielle Deutsche Charts) e in quella, sempre ufficiale, di MTV, rispettivamente con gli album "Cold Pills (Scarlet Gate of Toxic Daybreak) e "Radio Signals for the Dying", ambedue editi da SPKR/Dependent Records, raggiungendo ancora tali classifiche in quanto inseriti nell'album-tributo "6122" dedicato alla memoria di Andy Fletcher dei Depeche Mode, deceduto da poco. Elena Alice scrive e arrangia una magistrale versione di "Wrong", acclamata da più parti.
Durante l'ultimo decennio, la cantante-compositrice e produttrice Elena Alice Fossi si mette in luce più volte per le sue collaborazioni con grandi nomi del rock internazionale, tra cui citiamo John Fryer (produttore di Nine Inch Nails, Depeche Mode, Cocteau Twins) che la chiama due volte a co-comporre e cantare sul primo album dei suoi Black Needle Noise (nuova versione dei This Mortal Coil), poi coi californiani Beauty In Chaos di Michael Ciravolo, con cui collaborano attivamente membri di The Cure, Mission UK/Sister of Mercy, Van Halen, Offspring, Bauhaus, Cheap Trick, Ice-T, etc...), quindi coi Seasurfer, gli Illuminate, Ulrike Goldmann dei Blutengel (dal vivo), la nota cantante africana ed amica Fakeba, così come con altri ancora. Elena si esibisce anche alcune volte in versione acustica col suo progetto Alice Neve Fox, che poi abbandona per mancanza di tempo nonostante i notevoli successi riscossi dal vivo soprattutto in Germania. Nel frattempo, la bassista Mia Winter Wallace - che aveva fatto parte della band tra il 2018 e il 2024 - viene sostituita dalla multistrumentista e sound designer Irene Shapes, che si aggiunge alla line-up che da tempo comprende anche Allessandro Comerio (Forgotten Tomb, ex-Hellhammer/Trumph Of Death di Tom Warrior già con Celtic Frost). La, bnd, con la formazione attuale, fa da headliner nei grandi festival tedeschi come WGT, Stella Nomine, Amphi (orbit stage) tutti davanti a migliaia di persone, che sanciscono il "momento d'oro" del gruppo, dopo tante vicissitudini.

## Formazione

### Formazione attuale
- Elena Alice Fossi
- Angelo Bergamini
- Alessandro Comerio
- Irene Shapes

### Ex componenti
- Barbara Boffelli
- Bianca Hoffmann-Santos
- Emilia Lo Jacono
- Fabrizio Chiari
- Falk Pitschk
- Gianluca Becuzzi
- Giorgio Vecchi
- Graziano Mallozzi
- Ivano Bizzi
- Kyoo Nam Rossi
- Mauro Montacchini
- Mia Wallace
- Nancy Appiah
- Paul Sears
- Simon Balestrazzi
- Simona Buja

## Discografia

### Album di studio
- 1983 - It Doesn't Matter Now
- 1988 - Eclipse (Das Schwarze Denkmal)
- 1991 - Todesengel. the Fall of Life
- 1995 - Solaris - the Last Corridor
- 1996 - Pictures from Eternity
- 1999 - Unidentified Light
- 2000 - Still Air (Aria Immobile)
- 2004 - Invisible front 2005
- 2006 - Coroner's Sun
- 2009 - Shadow Mission: HELD V
- 2011 - Nightglory
- 2013 - Black Summer Choirs
- 2018 - Hologram Moon
- 2021 - Cold Pills (Scarlet Gate of Toxic Daybreak) - * Classifica ufficiale tedesca
- 2024 - Radio signals for the Dying -* Classifica ufficiale tedesca

### Album dal vivo
- 1999 - Ascension (bootleg)
- 2003 - Field of Sunset (bootleg)
- 2003 - Live in London (official bootleg)
- 2004 - Praha 2004 June 26th (official bootleg)

### EP
- 1980 - Dawn... (demo-tape)
- 1981 - Kirlian Camera
- 1983 - Communicate
- 1984 - Edges
- 1985 - Blue Room
- 1986 - Human/Ocean (promo con i The Human League)
- 1987 - Heldenplatz
- 1988 - Austria
- 1992 - Schmerz
- 1994 - Eklipse Zwei [Eclipse Part 2]
- 1994 - Erinnerung
- 1995 - Obsession
- 1996 - Your Face in the Sun
- 1997 - The Desert Inside
- 1998 - Drifting
- 1999 - The Burning Sea
- 2001 - Absentee
- 2011 - Ghloir Ar An Oiche
- 2011 - Immortal
- 2017 - Sky Collapse (con Covenant)
- 2019 - Hellfire private collection
- 2019 - Hellfire
- 2021 - The 8th President

### Singoli
- 1982 - Passing Masks (accreditato a Simona Buja from Kirlian Camera)
- 1983 - Communicate
- 1984 - Edges
- 1985 - Blue Room
- 1986 - Ocean
- 1986 - Ocean remix
- 1987 - Helden Platz
- 1996 - Your Face In The Sun
- 2004 - Berliner Messe

### Split
- 1993 - Kirlian Camera/Andromeda Complex
- 1994 - Kirlian Camera/Dive
- 2003 - Kirlian Camera/Siderartica/Camera Artica (mini CD-r)

### Raccolte
- 1998 - The Ice Curtain
- 2009 - Odyssey Europa
- 2010 - Not of This World
- 2015 - Radio Music A
- 2016 - Memorabilia